# Archiearis variegata
Archiearis variegata är en fjärilsart som beskrevs av Barend J. Lempke 1949. Archiearis variegata ingår i släktet Archiearis och familjen mätare. Inga underarter finns listade i Catalogue of Life.